# مئای زیرین
مِئای زیرین (Inferior meatus) یکی از سه روزنهٔ حفره بینی است که در دو سوی تیغه بینی قرار دارند و به مئای بالایی، مئای میانی و مئای زیرین معروف هستند.